# 11384 Sartre
11384 Sartre eller 1998 SW143 är en asteroid i huvudbältet som upptäcktes den 18 september 1998 av den belgiske astronomen Eric W. Elst vid La Silla-observatoriet. Den är uppkallad efter den franske författaren och nobelpristagaren Jean-Paul Sartre.